# Alessandro Nannini
Alessandro „Sandro“ Nannini (* 7. Juli 1959 in Siena) ist ein ehemaliger italienischer Automobilrennfahrer. Er startete zwischen 1986 und 1990 bei 77 Grand-Prix-Rennen in der automobilen Königsklasse Formel 1 und gewann eines davon. Anschließend war Nannini u. a. in der DTM aktiv.

## Karriere als Rennfahrer
Nannini startete seine Motorsportlaufbahn bei Rallyes mit einer Citroën Dyane und einem Lancia Stratos. 1980 wechselte er in den Formelsport und trat zunächst in der italienischen Nachwuchsklasse Formula Fiat Abarth an, die er 1981 als Meister abschloss. Nannini stieg 1982 in die Formel-2-Europameisterschaft auf und startete dort für das Minardi-Team, das mit BMW-Motoren antrat. Der Italiener zeigte gute Leistungen, errang jedoch kaum große Erfolge, weil seine Fahrzeuge zu anfällig waren; in drei Jahren Formel 2 bis 1984 erreichte er lediglich zwei zweite Plätze. Als Minardi sich für einen Einstieg in die Formel 1 entschied, folgte Nannini seinem Team. Allerdings kam er 1985 noch zu keinem Renneinsatz, stand dem Rennstall aber als Testfahrer zur Seite.
1986 bekam Nannini das Cockpit neben Andrea de Cesaris und gab sein Formel-1-Debüt in Rio de Janeiro, wo er auf Platz 19 liegend mit Getriebeschaden ausfiel. Auch in allen weiteren Rennen der Saison – bis auf den Grand Prix in Mexiko (Platz 14) – fiel er aus, war in der Qualifikation jedoch stärker als der erfahrenere De Cesaris. 1987 startete Nannini erneut für Minardi und schaffte als beste Platzierungen zweimal Platz elf in Ungarn und Portugal. Für 1988 verpflichtete ihn das italienische Benetton-Team, wo er neben dem Belgier Thierry Boutsen startete. Damit saß Nannini erstmals in einem konkurrenzfähigen Formel-1-Auto und rechtfertigte seinen Einsatz mit zwei dritten Plätzen in Silverstone und Jerez de la Frontera sowie dem zehnten Rang in der Fahrerwertung.
Nach Boutsens Wechsel zu Williams bekam Nannini auch für 1989 einen Vertrag bei Benetton und erhielt in dem britischen Nachwuchstalent Johnny Herbert einen neuen Teamkollegen, der jedoch nach einem schweren Unfall 1988 in der Formel 3000 und mehrfach gebrochenen Füßen Schwierigkeiten mit dem Bremsen hatte und nicht die Leistungen brachte, die sich der neue Teamchef Flavio Briatore vorgestellt hatte. Herbert wurde durch Emanuele Pirro ersetzt, der in zehn Rennen lediglich zwei WM-Punkte erzielte. Nannini hingegen fuhr während der Saison 32 Punkte ein und wurde Sechster der Fahrerweltmeisterschaft. Am 22. Oktober 1989 gewann er überraschend den Großen Preis von Japan, bei dem sich die McLaren-Fahrer und WM-Rivalen Alain Prost und Ayrton Senna ein geschichtsträchtiges Duell lieferten, das sieben Runden vor Schluss in einer Kollision endete. Senna hatte sich zwar noch einmal anschieben lassen und war vor Nannini über die Ziellinie gefahren, wurde jedoch unmittelbar nach dem Rennen disqualifiziert.

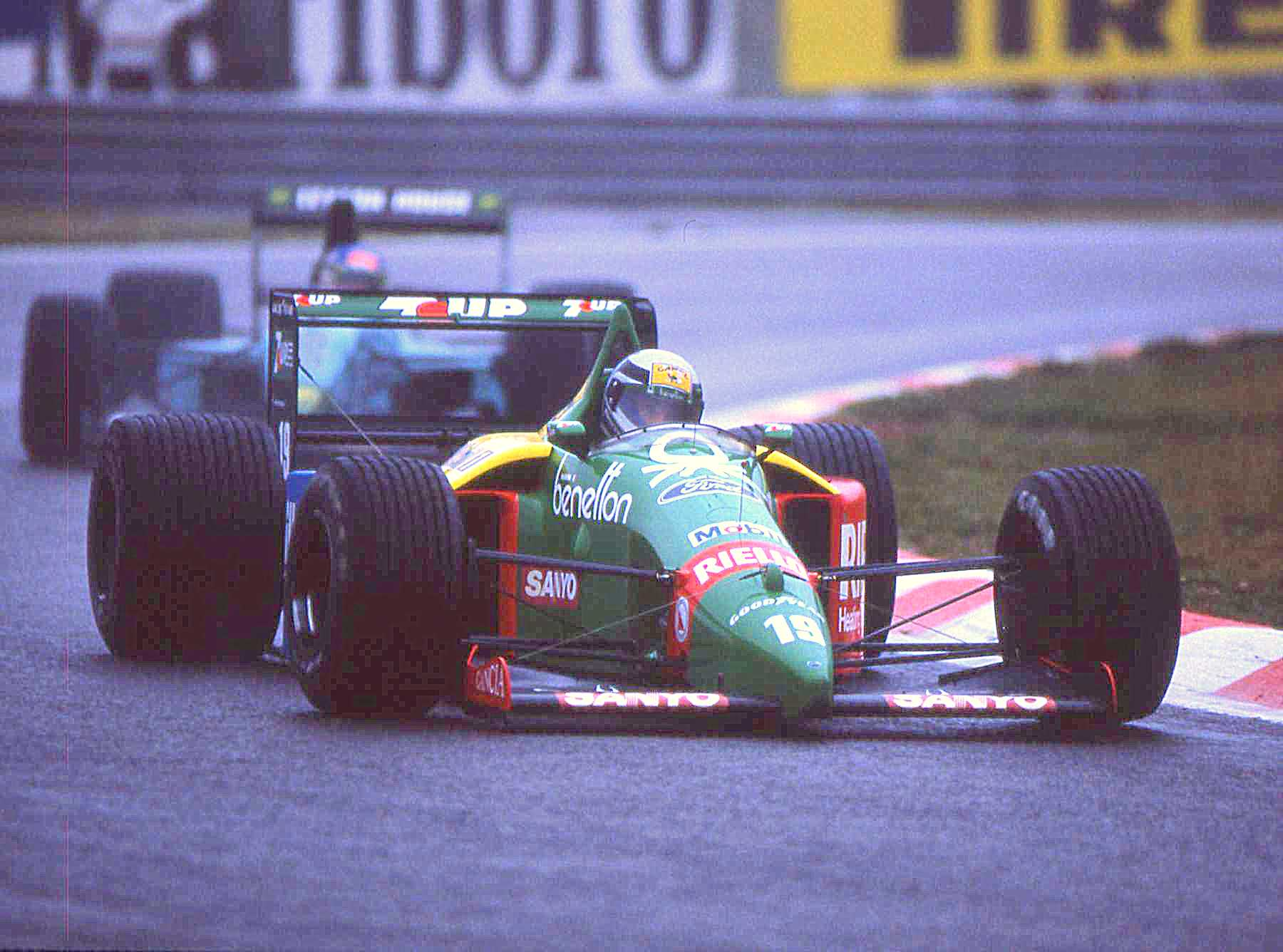
Nannini im Benetton B189 beim Großen Preis von Belgien 1989

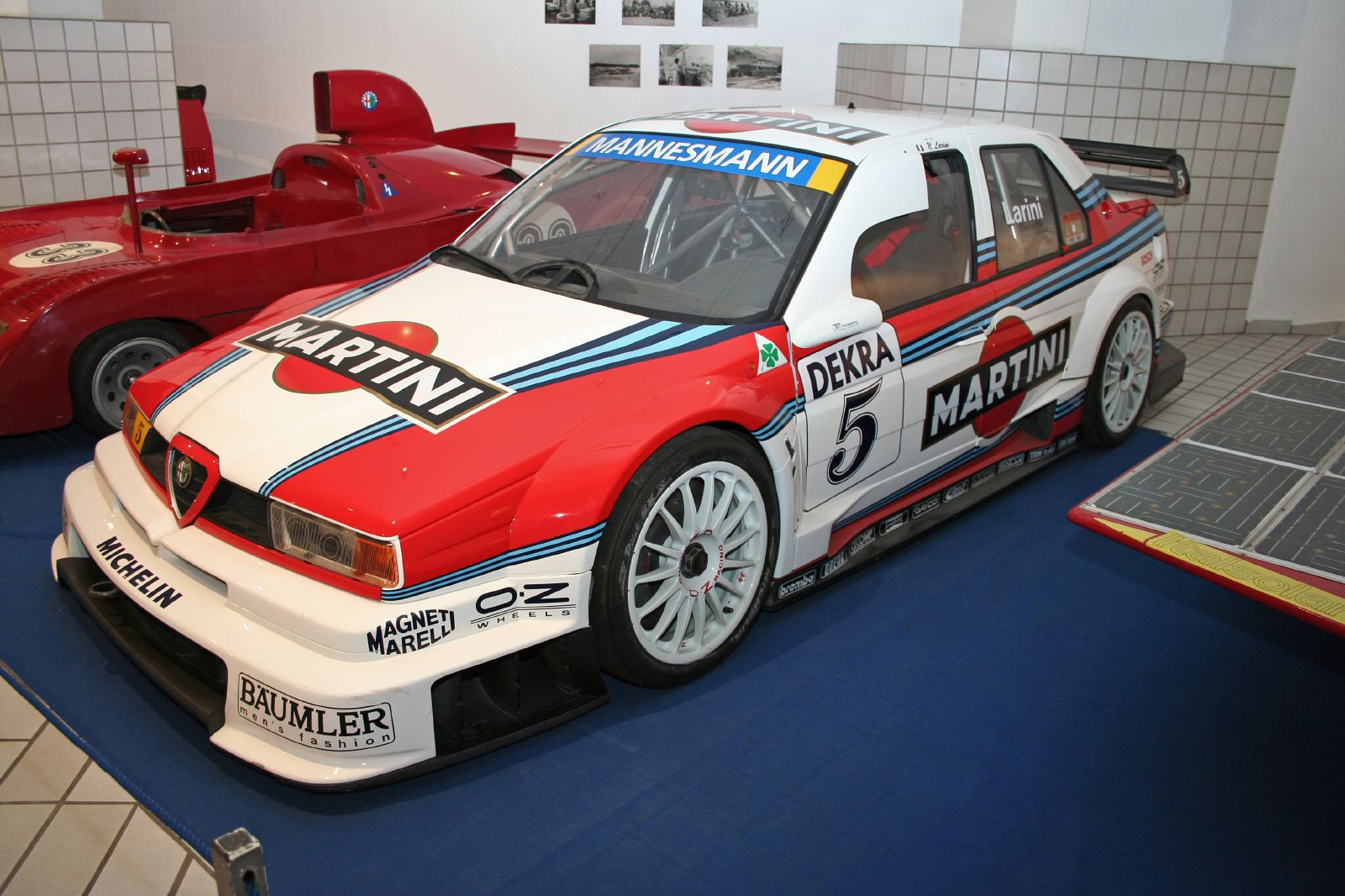
1996er Alfa Romeo 155 V6 TI für die DTM

Nannini blieb auch 1990 bei Benetton und bekam nun den dreifachen Weltmeister Nelson Piquet als Teamkollegen. Er konnte Piquet Paroli bieten und ihn einige Male schlagen. Bis zum Großen Preis von Spanien sammelte Nannini nur fünf Punkte weniger als Piquet und hatte einen Podestplatz mehr vorzuweisen. In Ungarn hatte er gute Chancen auf seinen zweiten Formel-1-Sieg, wurde jedoch auf Platz zwei und direkt hinter dem Führenden liegend von Ayrton Senna torpediert.
Eine Woche nach dem Grand Prix von Spanien wurde Nannini bei einem Hubschrauberabsturz bei Siena der rechte Unterarm abgetrennt. Die Hand konnte ihm zwar wieder angenäht werden, allerdings kann er sie seither nur noch sehr eingeschränkt bewegen. Seine Formel-1-Karriere musste Nannini dadurch unfreiwillig beenden, da die auf die Hände wirkenden Kräfte in einem Formel-1-Rennwagen zu groß sind. Sein Comeback gab Nannini 1992 in der italienischen Tourenwagen-Meisterschaft (CIVT) auf einem Alfa Romeo 155 GTA. Ab 1993 startete Nannini in der Deutschen Tourenwagen-Meisterschaft, wo er für das Werksteam Alfa Corse einen Alfa Romeo 155 V6 TI fuhr, der speziell seinem Handicap angepasst wurde. Der Wagen hatte zwei Schalthebel für das sequentielle Getriebe, einen zum Hoch-, den anderen zum Herunterschalten, da Nannini infolge seiner Verletzung die Hebel nur noch nach vorn schieben, jedoch nicht mehr ziehen konnte. Bereits nach seinem ersten Rennen im April 1993 im belgischen Zolder stand Nannini auf dem Podest der Erstplatzierten; insgesamt gewann er 14 Rennen und wurde 1996 Gesamtwertungsdritter der Serie. Nach dem Aus der ITC Ende 1996 wechselte Nannini für die Saison 1997 in die FIA-GT-Meisterschaft, wo er für das Team AMG Mercedes einen CLK GTR pilotierte. Am Ende der Saison zog sich Nannini vom aktiven Rennsport zurück.

## Karriere als Unternehmer
Nanninis Großvater Guido gründete 1911 in Siena eine Konditorei und eröffnete ein Café unter dem Namen Bar Ideale, in dem die erste Espressomaschine Sienas zum Einsatz kam. Alessandros Vater Danilo und sein Onkel Aldo übernahmen das Geschäft und expandierten erfolgreich mit Eisdielen, einer Kaffeerösterei und einem weltweiten Handel. Inzwischen hat Alessandro die Geschäftsleitung der Nannini-Gruppe übernommen.

## Politische Karriere
Zu den Kommunalwahlen am 15. und 16. Mai 2011 präsentierte sich Nannini als Bürgermeisterkandidat in Siena für die Liste Io amo Siena im Bündnis mit Silvio Berlusconis Partei (PdL). Er scheiterte mit 18,23 % aber klar gegen den Kandidaten der PD Franco Ceccuzzi. Nannini wurde jedoch zum Gemeinderat seiner Heimatstadt gewählt.

## Privates
Nannini hat drei Kinder, zwei Töchter und einen Sohn.
Die Rockmusikerin Gianna Nannini ist seine Schwester.

## Statistik

### Grand-Prix-Siege
- 1989  Großer Preis von Japan (Suzuka)

### Le-Mans-Ergebnisse
| Jahr | Team           | Fahrzeug      | Teamkollege   | Teamkollege         | Platzierung | Ausfallgrund |
| ---- | -------------- | ------------- | ------------- | ------------------- | ----------- | ------------ |
| 1983 | Martini Racing | Lancia LC2    | Paolo Barilla | Jean-Claude Andruet | Ausfall     | Motorschaden |
| 1984 | Martini Racing | Lancia LC2/84 | Bob Wollek    |                     | Rang 8      |              |
| 1985 | Martini Racing | Lancia LC2    | Bob Wollek    | Lucio Cesario       | Rang 6      |              |

### Einzelergebnisse in der Sportwagen-Weltmeisterschaft
| Saison | Team                 | Rennwagen              | 1   | 2   | 3   | 4   | 5   | 6   | 7   | 8   | 9   | 10  | 11  |
| ------ | -------------------- | ---------------------- | --- | --- | --- | --- | --- | --- | --- | --- | --- | --- | --- |
| 1982   | Lancia               | Lancia LC1             | MON | SIL | NÜR | LEM | SPA | MUG | FUJ | BRH |     |     |     |
| 1982   | Lancia               | Lancia LC1             |     |     | 2   |     |     |     |     |     |     |     |     |
| 1983   | Lancia               | Lancia LC2             | MON | SIL | NÜR | LEM | SPA | FUJ | KYA |     |     |     |     |
| 1983   | Lancia               | Lancia LC2             |     |     |     | DNF |     |     | 2   |     |     |     |     |
| 1984   | Lancia               | Lancia LC2             | MON | SIL | LEM | NÜR | BRH | MOS | SPA | IMO | FUJ | KYA | SAN |
| 1984   | Lancia               | Lancia LC2             |     |     | 8   | 3   |     |     |     | DNF |     | 1   |     |
| 1985   | Lancia               | Lancia LC2             | MUG | MON | SIL | LEM | HOK | MOS | SPA | BRH | FUJ | SEL |     |
| 1985   | Lancia               | Lancia LC2             | DNF | 3   | 3   | 6   | DNF |     | 4   | 4   |     |     |     |
| 1986   | Lancia Kremer Racing | Lancia LC2 Porsche 962 | MON | SIL | LEM | NÜN | BRH | JER | NÜR | SPA | FUJ |     |     |
| 1986   | Lancia Kremer Racing | Lancia LC2 Porsche 962 | 2   | DNF |     |     |     |     | DNF |     | 4   |     |     |